# Pachycara gymninium
Pachycara gymninium is een straalvinnige vissensoort uit de familie van puitalen (Zoarcidae). De wetenschappelijke naam van de soort is voor het eerst geldig gepubliceerd in 1988 door Anderson & Peden.